# Juan Vicente Gómez
Juan Vicente Gómez (Hacienda La Mulera, 24 luglio 1857 – Maracay, 17 dicembre 1935) è stato un generale e politico venezuelano, presidente del Venezuela, in tre diverse occasioni dal 1908 fino alla sua morte, nel 1935.
Da allevatore quasi analfabeta, divenne un personaggio di spicco nello scenario politico venezuelano, appoggiando Cipriano Castro durante il suo esilio in Colombia. Divenne il principale consigliere di Castro, e nel 1902, da capo dell'esercito, si distinse per aver schiacciato ribellioni contro il governo. Gómez prese il potere il 19 dicembre del 1908, mentre Castro si trovava in Europa per essere curato.

## La Presidenza
Come presidente, Gòmez riuscì a ridurre l'opprimente debito venezuelano vendendo concessioni a compagnie petrolifere estere. Ciò gli garantì l'appoggio degli Stati Uniti e dell'Europa, e garantì al Paese stabilità economica. Anche se usò il denaro ricevuto per finanziare un massiccio programma di lavori pubblici, ricevette sostanziose tangenti, aumentando enormemente la sua ricchezza. Grazie ai suoi contributi allo sviluppo del Paese, ricevette dal Congresso l'onorificenza di El Benemérito. D'altro canto, i suoi oppositori, che denunciarono i suoi brutali gesti, erano soliti chiamarlo El Bagre (pescegatto), con un evidente riferimento ai suoi grandi baffi.
Il 19 aprile 1914, Gómez si dimise, lasciando il posto al presidente provvisorio Victorino Márquez Bustillos, anche se continuò a governare il Paese dalla sua casa a Maracay. Ritornò in maniera ufficiale al potere il 24 giugno 1922, governando fino al 22 aprile 1929. Anche se fu rieletto per un altro mandato dal Congresso, rifiutò, decidendo di tornare alla capitale, e Juan Bautista Pérez divenne presidente, anche se il potere rimase in realtà in mano a Gómez. Il 13 luglio 1931, il Congresso obbligò Pérez a dimettersi, ed elesse nuovamente Gómez a Presidente. Questa volta, accettò l'incarico, detenendolo fino alla morte.
Il governo di Gómez sul Venezuela è un periodo controverso per la storia del Paese. Era un patriota, e la sua abilità e dedizione nel governare portarono ricchezza al Paese, soprattutto dopo la scoperta del petrolio nei fondali del lago di Maracaibo nel 1918. Usò quella ricchezza per costruire infrastrutture moderne, ma anche per arricchirsi enormemente nel frattempo. Fece poco per l'educazione pubblica e disprezzava i principi democratici. Anche se dai modi semplici e gentili, si guadagnò la fama di tiranno per la sua spietata eliminazione degli oppositori, per mezzo della polizia segreta.
Per questo motivo ci furono tentativi anche se sporadici di rivoluzione in Venezuela contro la sua dittatura, ne è un esempio il tentativo di sbarco del sardo Silvio Mastio concluso nel sangue nel 1931. Venne accusato anche di aver cercato di trasformare il Venezuela in un suo feudo. Anche se non si sposò mai, Gómez ebbe tra gli ottanta e i cento figli illegittimi, molti dei quali nominò a cariche pubbliche, attirandosi critiche di nepotismo.

## Eredità politica
Nella politica venezuelana, Juan Vicente Gómez è diventato un simbolo di attaccamento al potere e di mentalità caudillista. Viene citato per aver detto che aveva bisogno di una vita per completare il suo lavoro politico. A questo proposito, molti osservatori vedevano Hugo Chávez, nella sua ossessione di rimanere al potere per completare una "rivoluzione bolivariana", ricalcare le orme del suo famoso predecessore.